# Cavendishia amoena
Cavendishia amoena är en ljungväxtart som beskrevs av A. C. Smith. Cavendishia amoena ingår i släktet Cavendishia och familjen ljungväxter. Inga underarter finns listade i Catalogue of Life.